# Meriones sacramenti
Meriones sacramenti és una espècie de mamífer rosegador de la família dels múrids. Viu a Egipte, Israel i Palestina. S'alimenta de les parts verdes de les plantes, arrels, bulbs, llavors, cereals, fruita i insectes. El seu hàbitat natural són les dunes costaneres amb poca vegetació. Està amenaçat per l'expansió urbana, la conversió del seu medi per a usos agrícoles i la volatilitat geopolítica de la regió on viu.